# Fenotipado de ADN
El fenotipado de ADN es el proceso de predecir el fenotipo de un organismo usando únicamente información genética procedente de genotipado o secuenciación de ADN. Este término, también conocido como molecular photofitting, se usa principalmente para referirse a la predicción del aspecto físico de una persona y/o su ascendencia biogeográfica para fines forenses.
El fenotipado de ADN emplea muchos de los métodos científicos usados por la medicina personalizada, basada en la genética, en la que la capacidad de respuesta a fármacos (farmacogenómica) y pronóstico médico se predicen a partir de la información genética del paciente. Las variantes genéticas asociadas significativamente a un carácter particular se descubren gracias a estudios de asociación del genoma completo (GWAS), en los que cientos de miles de polimorfismos de nucleótido único (SNPs) son examinados para comprobar su posible asociación a cada carácter de interés. La modelización predictiva es usada posteriormente para construir modelos matemáticos que permitan predecir los caracteres de nuevos sujetos.

## Fenotipos predichos
Los métodos de determinación de ascendencia biogeográfica han sido ampliamente desarrollados dentro de la comunidad genética, ya que suponen un control de calidad para los estudios de asociación del genoma completo (GWAS). Estos enfoques normalmente emplean agrupación (clustering) de genomas y/o análisis de componentes principales para la comparación de nuevos sujetos con otros de ascendencia ya conocida, como el proyecto HapMap o el proyecto 1000 genomas. Otro enfoque consiste en analizar los marcadores informativos de asendencia (AIMs), que son SNPs que varían en su frecuencia entre las principales poblaciones humanas.
Desde 2009, los grupos académicos han desarrollado y probado modelos predictivos para el olor de ojos y, más recientemente, color de pelo en la población europea. Más recientemente, algunas compañías como Parabon NanoLabs e Identitas han comenzado a ofrecer servicios de fenotipado de ADN con fines forenses en Estados Unidos.

## Diferencias entre huella genética y fenotipado de ADN
La técnica de perfilado (profiling) de ADN, también conocida como huella genética, emplea el ADN como un identificador biométrico. Como un escáner del iris o huella dactilar, un perfil de ADN puede identificar de forma única a un sujeto con alta precisión. Esto significa, para fines forenses, que previamente los investigadores ya han obtenido e identificado ADN de un sospechoso potencialmente coincidente. El fenotipado de ADN es usado cuando los investigadores necesitan reducir el número de individuos posibles o bien identificar restos desconocidos, mediante el conocimiento de la ascendencia y apariencia de la persona. Cuando un individuo sospechoso es identificado, la huella genética tradicional puede ser usada para probar si los perfiles coinciden (siempre que haya una muestra de referencia para ser usada en la comparación).

## Un temprano y exitoso uso del fenotipado forense del ADN - el asesino en serie de Baton Rouge
Desde finales de la década de los 90 hasta principios de la siguiente, se cometieron una serie de asesinatos en Luisiana. Las declaraciones de testigos oculares y los perfiles del FBI indicaron que el perpetrador era probablemente un hombre caucásico. Después de que los investigadores comprobaran las muestras de ADN de miles de varones caucásicos, y no encontrar coincidencias con el ADN de las escenas del crimen, se decidió emplear el fenotipado de ADN en una muestra de ADN de una escena del crimen por DNAPrint Genomics. La prueba indicó que la ascendencia del sujeto era 85% raza africana-subsahariana, y 15% caucásica, señalando así a un individuo afroamericano, lo cual cambió la dirección de la investigación. En dos meses, la policía arrestó a Derrick Todd Lee, quien fue más tarde condenado por dos de estos asesinatos.